# Princ Bira
Birabongse Bhanutej Bhanubandh, bolj znan kot princ Bira Siamski, tajski princ, dirkač Formule 1 in jadralec, * 15. julij 1914, Bangkok, Tajska, † 23. december 1985, London, Združeno kraljestvo.

## Dirkaška kariera
Princ Bira se je rodil 15. julija 1914 v Bangkoku. V Evropo je prišel prvič leta 1928 da bi zaključil študij na univerzah Eton in Cambridge. Prvič se je v dirkanju preizkusil v moštvu bratranca princa Chule Chakrabongseja White Mouse Racing z dirkalnikom Riley Imp na dirki pri Brooklandsu v sezoni 1935. Kasneje istega leta mu je princ Chula priskrbel dirkalnik ERA R2B, s katerim je nastopal na dirkah tipa voiturette. Že na svoji prvi dirki je dosegel drugo mesto kljub dodatnemu postanku zaradi popravila dirkalnika. Do konca sezone je dosegel še eno drugo mesto, na dirki za Veliko nagrado Doningtona je bil peti, še večkrat pa je dirkal v ospredju z mnogo močnejšimi dirkalniki. Za sezono 1936 sta princa kupila še rezervni dirkalnik istega tipa ERA, Chula pa je kupil še dirkalnik Maserati 8CM za moštvo White Mouse Racing. Bira je opozoril nase z zmago na dirki Coupe de Prince Rainier v Monaku, zmagal pa je še na štirih manjših dirkah z dirkalnikom ERA, z Maseratijem pa je dosegel peto mesto na dirki za Veliko nagrado Doningtona in tretje mesto na dirki Campbell Trophy.
Po prestopu Richarda Seamana v Mercedes pred sezono 1937, sta princa kupila njegov dirkalnik Delage z rezervnim deli in rezervnim dirkalnikom. Kljub več nadgradnjam in najetju inženirja Loftyja Englanda, dirkalnik ni bil konkurenčen, zato je na več dirkah Bira nastopal z že močno zastarelim dirkalnikom ERA. Moštvu je začelo tudi zmanjkovati denarja, kljub temu je Bira še naprej dosegal dobre rezultate na britanskih dirkah, tudi zmagal je na dirki Campbell Trophy, toda na mednarodnih ni imel uspeha. V sezoni 1938 je ubranil zmago na dirki Campbell Trophy, po drugi svetovni vojni v sezoni 1946 pa je zmagal na dirki Ulster Trophy. V naslednji sezoni 1947 je zmagal na prvi mednarodni dirki za Veliko nagrado Frontieresa, v sezoni 1948 pa na dirki za Veliko nagrado Zandvoorta.
V Formuli 1 je debitiral v sezoni 1950, ko je na dirki za Veliko nagrado Monaka dosegel peto mesto, na dirki za Veliko nagrado Švice pa četrto mesto, njegovo najboljšo uvrstitev kariere v Formuli 1. Po slabših sezonah 1951, 1952 in 1953, jo je ponovil še na Veliki nagradi Francije v sezoni 1954. V tej sezoni je dosegel še svojo zadnjo zmago kariere na neprvenstveni dirki za Veliko nagrado Frontieresa, kajti po koncu sezone se je upokojil. Umrl je leta 1985 v Londonu.

### Popolni rezultati Formule 1
(legenda) (odebeljene dirke pomenijo najboljši štartni položaj, poševne pa najhitrejši krog, †-uvrščen kljub odstopu)
| Leto | Moštvo                    | Šasija           | Motor                  | 1       | 2     | 3      | 4       | 5       | 6       | 7       | 8       | 9      | Prv | Toč |
| ---- | ------------------------- | ---------------- | ---------------------- | ------- | ----- | ------ | ------- | ------- | ------- | ------- | ------- | ------ | --- | --- |
| 1950 | Enrico Platé              | Maserati 4CLT/48 | Maserati straight-4s   | VB Ret  | MON 5 | 500    | ŠVI 4   | BEL     | FRA     | ITA Ret |         |        | 8.  | 5   |
| 1951 | "B. Bira"                 | Maserati 4CLT/48 | OSCA V12               | ŠVI     | 500   | BEL    | FRA     | VB      | NEM     | ITA     | ŠPA Ret |        | -   | 0   |
| 1952 | Equipe Gordini            | Gordini T15      | Gordini straight-4s    | ŠVI Ret | 500   | BEL 10 |         |         |         |         |         |        | -   | 0   |
| 1952 | Equipe Gordini            | Gordini T16      | Gordini straight-6     |         |       |        | FRA Ret | VB 11   | NEM     | NIZ     | ITA     |        | -   | 0   |
| 1953 | Connaught Engineering     | Connaught Type A | Lea-Francis straight-4 | ARG     | 500   | NIZ    | BEL     | FRA Ret | VB 7    | NEM Ret | ŠVI     |        | -   | 0   |
| 1953 | Scuderia Milano           | Maserati A6GCM   | Maserati straight-6    |         |       |        |         |         |         |         |         | ITA 11 | -   | 0   |
| 1954 | Officine Alfieri Maserati | Maserati A6GCM   | Maserati straight-6    | ARG 7   | 500   |        |         |         |         |         |         |        | 17. | 3   |
| 1954 | "B. Bira"                 | Maserati 250F    | Maserati straight-6    |         |       | BEL 6  | FRA 4   | VB Ret  | NEM Ret | ŠVI     | ITA     | ŠPA 9  | 17. | 3   |

## Jadralska kariera
Bira je kot jadralec nastopil na štirih Poletnih olimpijskih igrah, 1956 v Melbournu v razredu Star, 1960 v Rimu v razredu Star, 1964 v Tokiu v razredu Dragon in 1972 v Münchnu v razredu Tempest. Najboljši rezultat je dosegel v svojem prvem nastopu z dvanajstim mestom.

## Zasebno življenje
Bira je bil šestkrat poročen, Cyril Heycock (prvič 1938-1949), Chelita Hovard (1951-1956), Salika Kalantanonda (1957), Arunee Chuladakoson (1959-1964), Chuanchom Chaiyananda (1967-1980) in Cyril Heycock (drugič 1983-1985)